# 吉田徳次郎
吉田 徳次郎（よしだ とくじろう、1888年（明治21年）10月15日 - 1960年（昭和35年）9月1日）は、大正から昭和時代の土木工学者。

## 経歴
兵庫県に生まれる。1912年（明治45年）東京帝国大学工科大学土木工学科を卒業し、九州帝国大学工科大学講師となり、1914年（大正3年）助教授、1924年（大正13年）教授に進み、1938年（昭和13年）まで構造力学、鉄筋コンクリート工学を担当した。同年、東京帝国大学教授に転じ、1949年（昭和24年）に定年退官するまでコンクリート工学、鉄筋コンクリート工学の講義を担当した。この間、イリノイ大学に留学し、アーサー・ニューウェル・タルボットに師事し、コンクリートの実験的研究に従事して研鑽を積んだ。
帰朝後は、日本のコンクリート技術の双肩を担い、佐久間ダムなど数多くの土木事業におけるコンクリート施行を指導した。ほか、土木学会第37代会長を務め、同会のコンクリート委員会では委員長として示方書制定に尽瘁した。日本学士院会員。没後その功績を記念して「土木学会吉田賞」が設立された。墓所は新宿区月桂寺。

## 栄典
- 藍綬褒章[3]

## 親族
- 岳父：広井勇（土木工学者）[2]